# Vera Baird

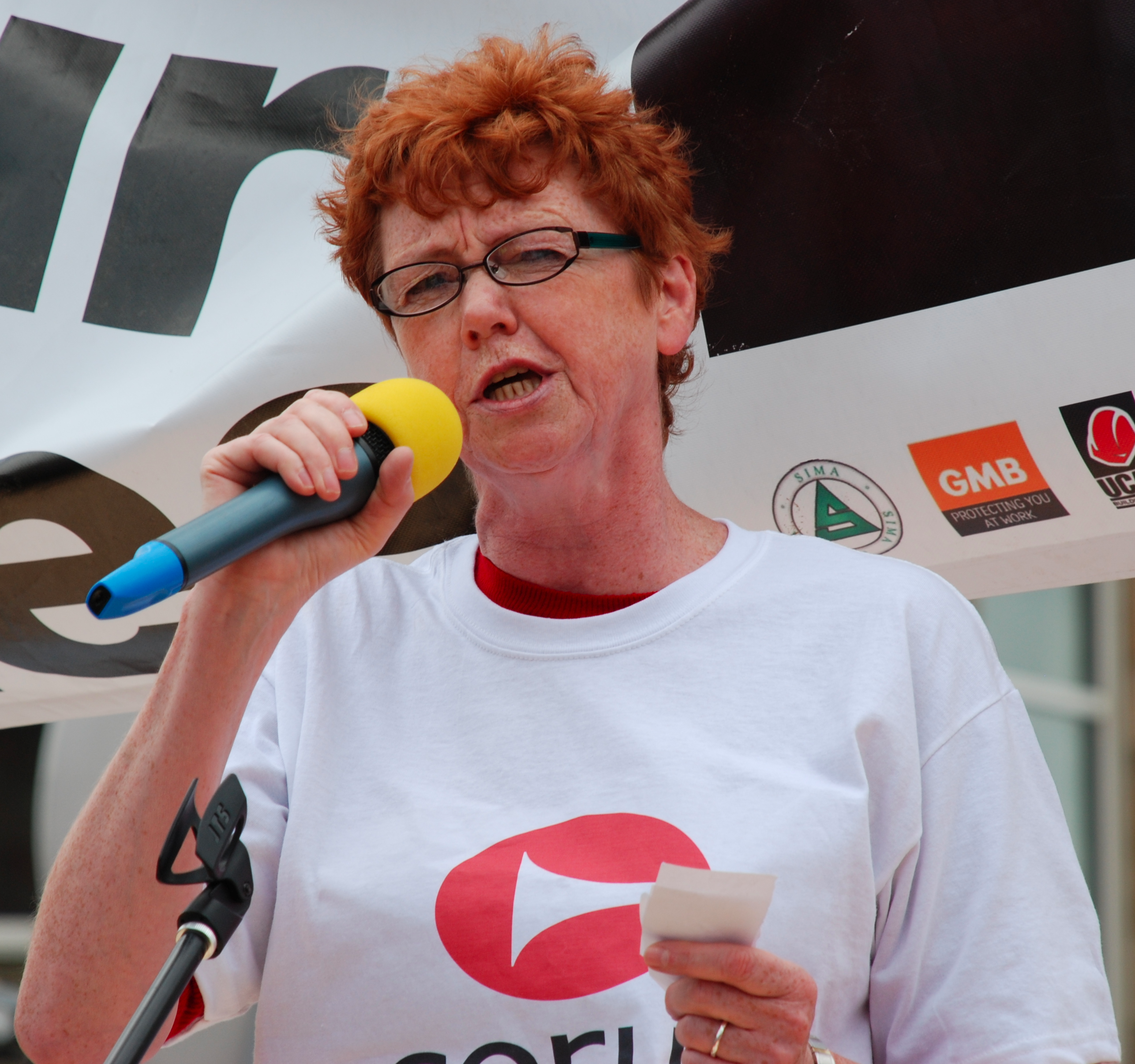
Vera Baird (2009)

Vera Baird, född 13 februari 1951, är en brittisk Labourpolitiker, som var parlamentsledamot för valkretsen Redcar 2001-2010. Hon valdes in i valet 2001, då den sittande ledamoten Mo Mowlam drog sig tillbaka från parlamentet.
Baird är advokat och har skrivit flera böcker, bland annat en om våldtäkt och en om kvinnliga mördare. Efter sin parlamentskarriär var hon poliskommissionär för Northumbria från november 2012 till juni 2019. 